# غرانت لويس
غرانت لويس (بالإنجليزية: Grant Lewis)‏ هو لاعب هوكي الجليد أمريكي، ولد في 20 يناير 1985 في بيتسبرغ في الولايات المتحدة.

## وصلات خارجية
- غرانت لويس على موقع دوري الهوكي الوطني (الإنجليزية)
- غرانت لويس على موقع دوري الهوكي للقارات (الإنجليزية)
- غرانت لويس على موقع EliteProspects.com (الإنجليزية)
- غرانت لويس على موقع HockeyDB.com (الإنجليزية)
- غرانت لويس على موقع Hockey-Reference.com (الإنجليزية)